# 西巴爾的摩站
西巴爾的摩站（英語：West Baltimore station）是馬里蘭區域通勤鐵路賓州線的一個車站，位於巴爾的摩市西部，美鐵東北走廊路線之上。本站有兩個平面停車場供乘客使用。目前雖缺乏無障礙設施，但有計畫將改建本站以利殘障人士出入本站與月台。

## 歷史

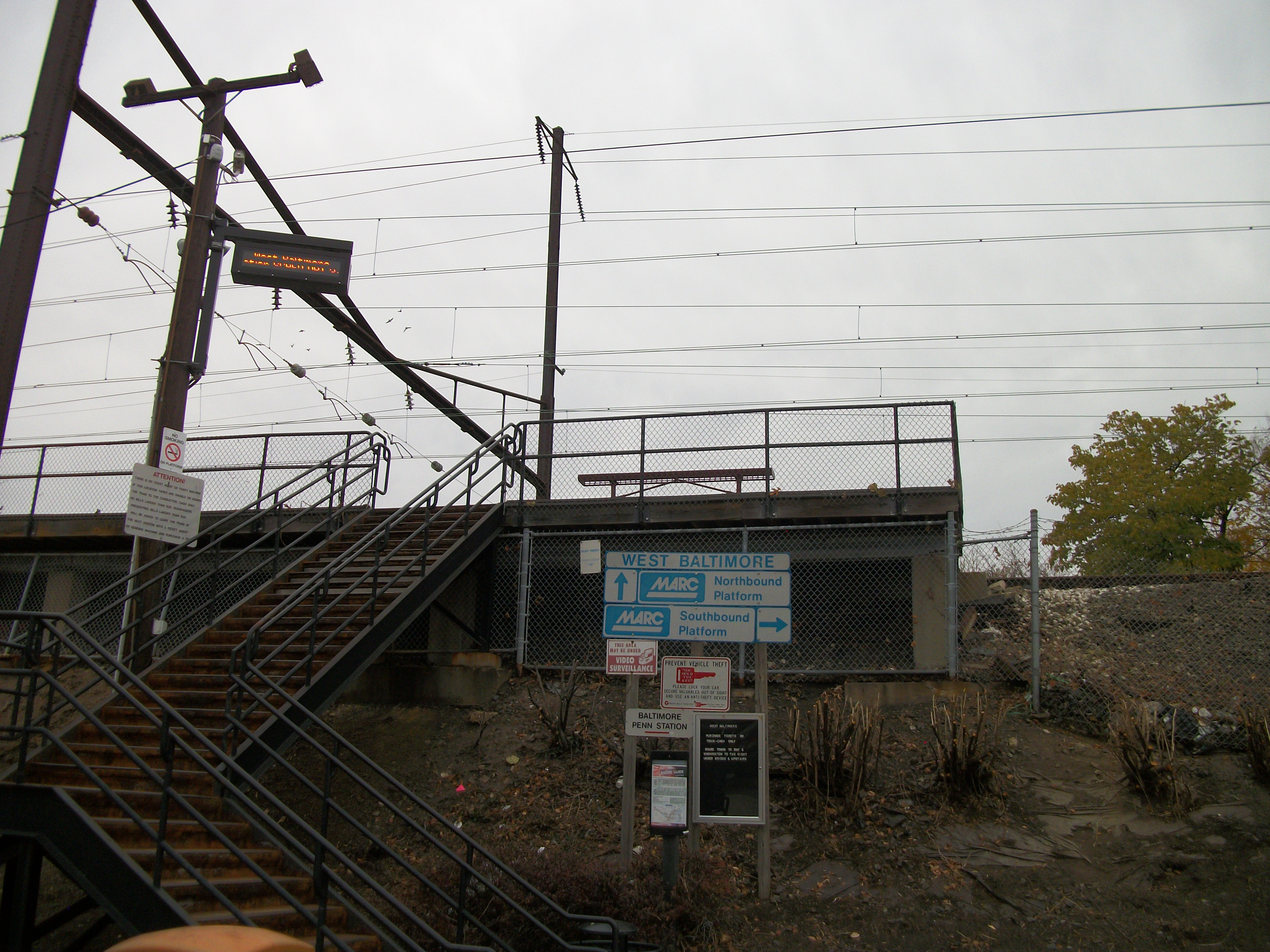
通往西巴爾的摩車站北上月台的階梯

賓夕法尼亞鐵路在巴爾的摩的埃德蒙森大街車站營運了很多年，目前站體仍做為商店營業中。1968年賓夕法尼亞鐵路與紐約中央鐵路合併以後營收長年不佳，最終營運權交給了聯合鐵路。1978年美鐵開始行駛切薩皮克號列車，也停靠埃德蒙森大街站。1983年開始馬里蘭區域通勤鐵路接手北至佩利維爾站的通勤列車服務，此時開始列車改停原站南方兩個街區處的車站，亦即西巴爾的摩車站。
2009宣布了一項改建計畫，在普拉斯基街東方增建約有400個車位的停車場。本計畫是將美國國道40號未有車輛行駛的部分拆除改建的計畫之一，停車場也只是將周邊社區改造的計畫一部分，並非永久性質。公路在2010年秋天拆除，停車場不久之後開放。
西巴爾的摩車站的犯罪問題、年久失修的月台以及階梯等問題，使其安全問題遭受批評。因此有數年計畫逐步更新本站。2014年優先整修階梯、月台、候車室、照明設備。月台最後將加長並增高，增設斜坡通往附近的街道。計畫中本將於2015年開始興建，沿美國國道40號的巴爾的摩輕軌紅線將在此設站，但該計畫已經取消了。

## 巴士路線
本站可轉乘馬里蘭交通管理局23、40、47、150號線巴士。

## 外部連結
- Franklin Street entrance from Google Maps Street View
- Picture of Southbound platform staircase from Westbound US 40 and the platform
- West Baltimore MARC Station (Road and Rail Pictures) （页面存档备份，存于）